# Simon Ganz
Simon Ganz (Offenbach am Main, Duitsland, 1789 – Rotterdam,  22 mei 1861) was een Nederlandse cellist van Duitse komaf.
Hij was zoon van cellist Herman(n) Ganz en Helena Samson. Simons broer Samson/Salomon Ganz (overleden in 1851) was enige tijd soloviolist in de hofkapel van koning Willem I der Nederlanden en organisator van Concert Diligentia, maar vertrok naar Frankrijk.
Hij kreeg zijn eerste muzieklessen op de viool en wel van zijn vader Herman(n) Ganz, die hofcellist was bij de landgraaf van Homburg. Het gezin woonde destijds in Kleve. Hij volgde zijn broer Samson naar Elberfeld en was daar al solocellist. Daarna volgde een reis naar Amsterdam waar hij kort les kreeg van cellist Johann Georg Rauppe. In 1818 was hij even in Rotterdam, gaf concerten met zijn broer, maar vertrok al snel weer naar Brussel. In 1819 vestigde hij zich definitief in Rotterdam. Hij richtte aldaar met Karl Mühlenfeldt en Bartholomeus Tours in 1829 de Rotterdamse concertvereniging Eruditio Musica op. Hij werd daarin solocellist. Vanaf 1847, toen door de Maatschappij tot Bevordering der Toonkunst in Rotterdam een muziekschool werd geopend was hij er docent cello. Een van zijn leerlingen was Daniël de Lange. Hij kreeg last van een zenuwziekte en werd nog enige tijd verzorgd door zijn zuster. 